# Afridi

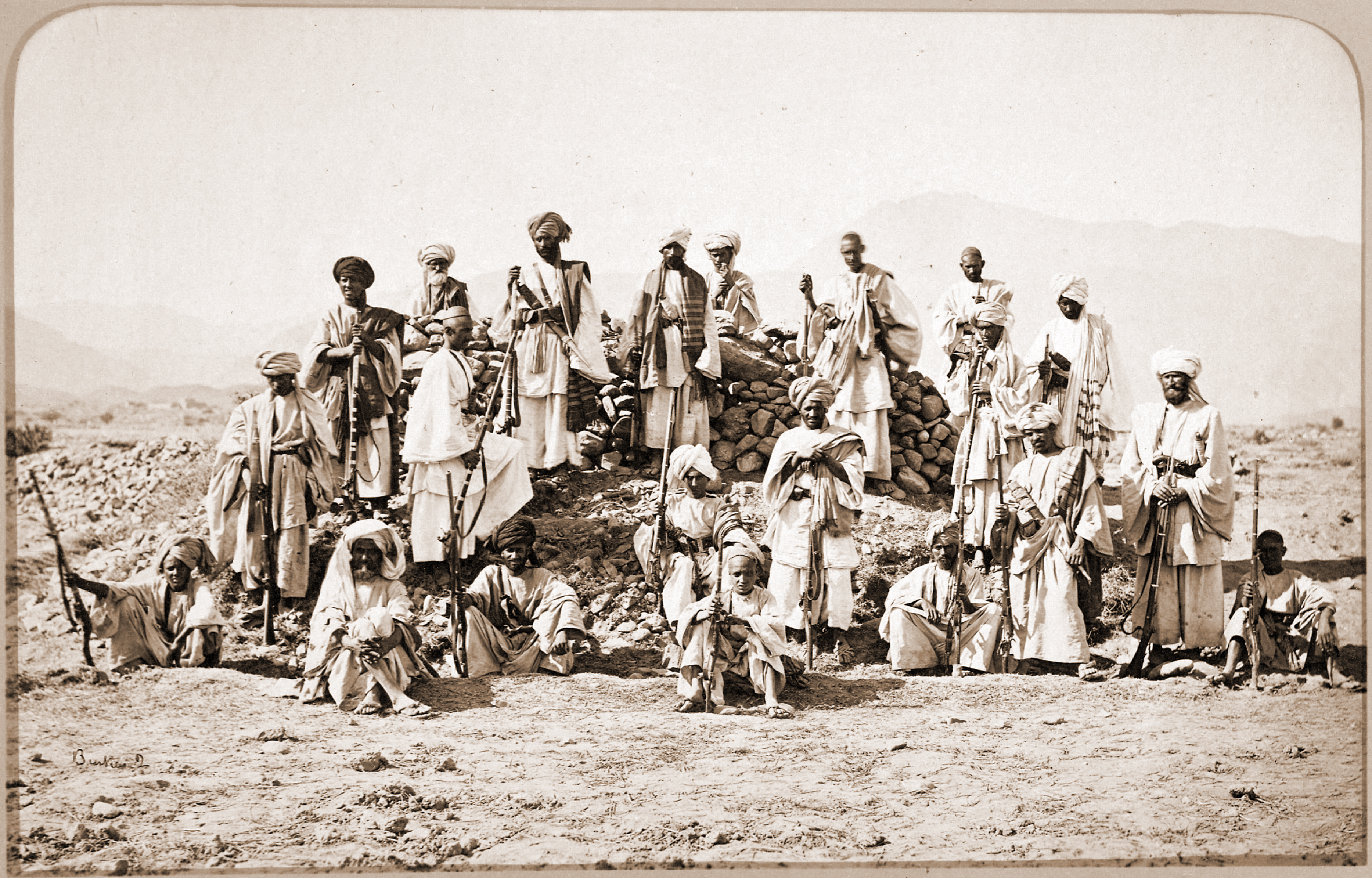
Groep van Afridi-krijgers (1878)

De Afridi zijn een bergvolk in de Safed Koh, in Afghanistan en Pakistan. Het volk maakt deel uit van de Pathanen.
Volgens de overlevering van de Pathanen kunnen de Afridi hun oorsprong traceren tot Qais Abdur Rashid, via zijn zoon Karlan.